# Kees Kwakman
Cornelis Job Wilhelmus Kwakman, detto Kees (Purmerend, 10 giugno 1983), è un ex calciatore olandese, di ruolo centrocampista.